# Хлебово (Оборницький повіт)
Хлебово (пол. Chlebowo) — село в Польщі, у гміні Ричивул Оборницького повіту Великопольського воєводства.